# 리키 그
리키 그(영어: Ricky He, 1995년 12월 2일 ~ )는 캐나다의 배우이다.

## 출연 작품
- 크리스마스 같아 (2016)
- 기억해야 할 선물 (2017)
- 크리스마스 솔로 (2017)
- 불쑥 말하다 (2017)
- 프리키 프라이데이 (2018)
- 아무도 말하지 않을 거야 (2018)
- 굿 닥터 (2018-2020)
- 에서 (2022)